# Fara v Sebranicích (okres Blansko)
Fara v Sebranicích je barokní budova v podobě malého zámečku z 1. poloviny 18. století. Nachází se v obci Sebranice v okrese Blansko v Jihomoravském kraji. Fara náleží k římskokatolickému kostelu Nanebevzetí Panny Marie, od roku 1958 je zapsána do státního seznamu kulturních památek.
Jde o historicky kvalitní vrcholně barokní patrovou budovu s výrazně architektonicky členěným průčelím. Z původně rozsáhlého komplexu náležejícího k faře se zachovaly ještě zbytky květinové zahrady s altánkem („lusthauzem“) ve stejném stylu.

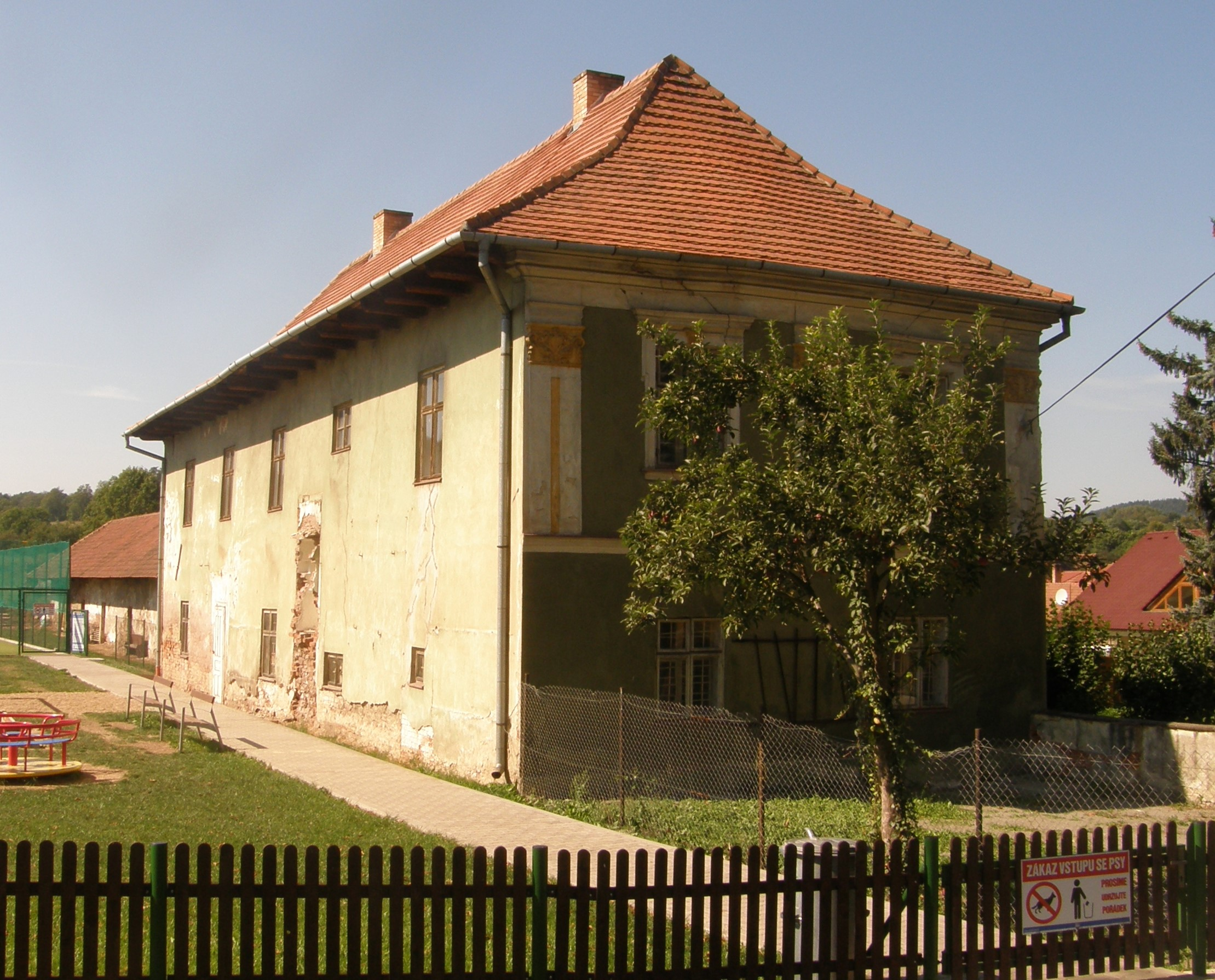
Fara Sebranice z boční a zadní strany

## Historie
Fara existovala v Sebranicích už v roce 1255, kdy patřila pod patronát rajhradského benediktinského kláštera. V roce 1589 ji převzali protestanti a v pobělohorském období nebyla zdejší duchovní správa obnovena, obec příslušela ke kunštátské farnosti. Až ve 30. letech 18. století byla samostatnost farnosti obnovena a tehdejší majitel kunštátského panství, dvorní rada Jan Theodor z Imbsenu (1676–1742), nechal v letech 1733–1736 vystavět novou farní budovu.
Nejprve v roce 1733 vzniklo dnešní východní křídlo jako samostatná budova. Byla vystavěna v archaičtějším stavebním stylu s malovanými záklopovými stropy. V roce 1736 byla část původní budovy na západní straně radikálně přestavěna a zároveň byla dokončena západní část budovy s klenbami. Autorem projektu je s největší pravděpodobností Jan Antonín Křoupal z Grünnenberga, který od roku 1736 do roku 1739 vedl na kunštátském panství stavební a geodetické práce. Po roce 1800 proběhly klasicistní stavební změny, které se projevily úpravou interiérů a vložením erbu kunštátských Honrichsů na průčelí. V roce 2007 barokní komplex koupila obec, aby rozsáhlé sadové, luční a zahradní pozemky proměnila ve stavební; stavba fary dále chátrala. V roce 2019 získali chráněnou budovu soukromí majitelé, kteří zahájili její záchranu. Po rekonstrukci by měl objekt sloužit i jako kulturní a společenské centrum.

## Exteriér

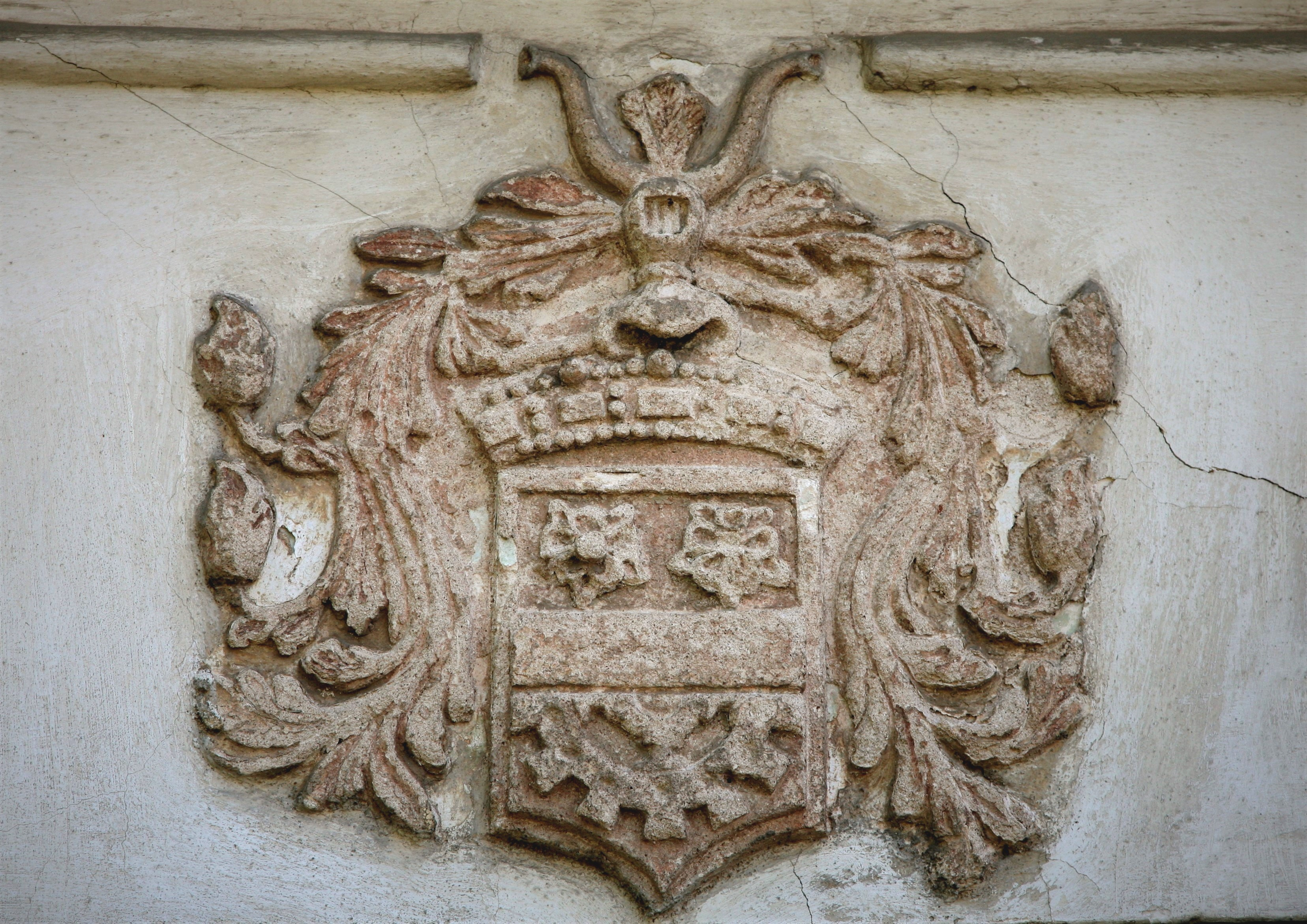
Erb Honrichsů nad vstupním portálem fary v Sebranicích

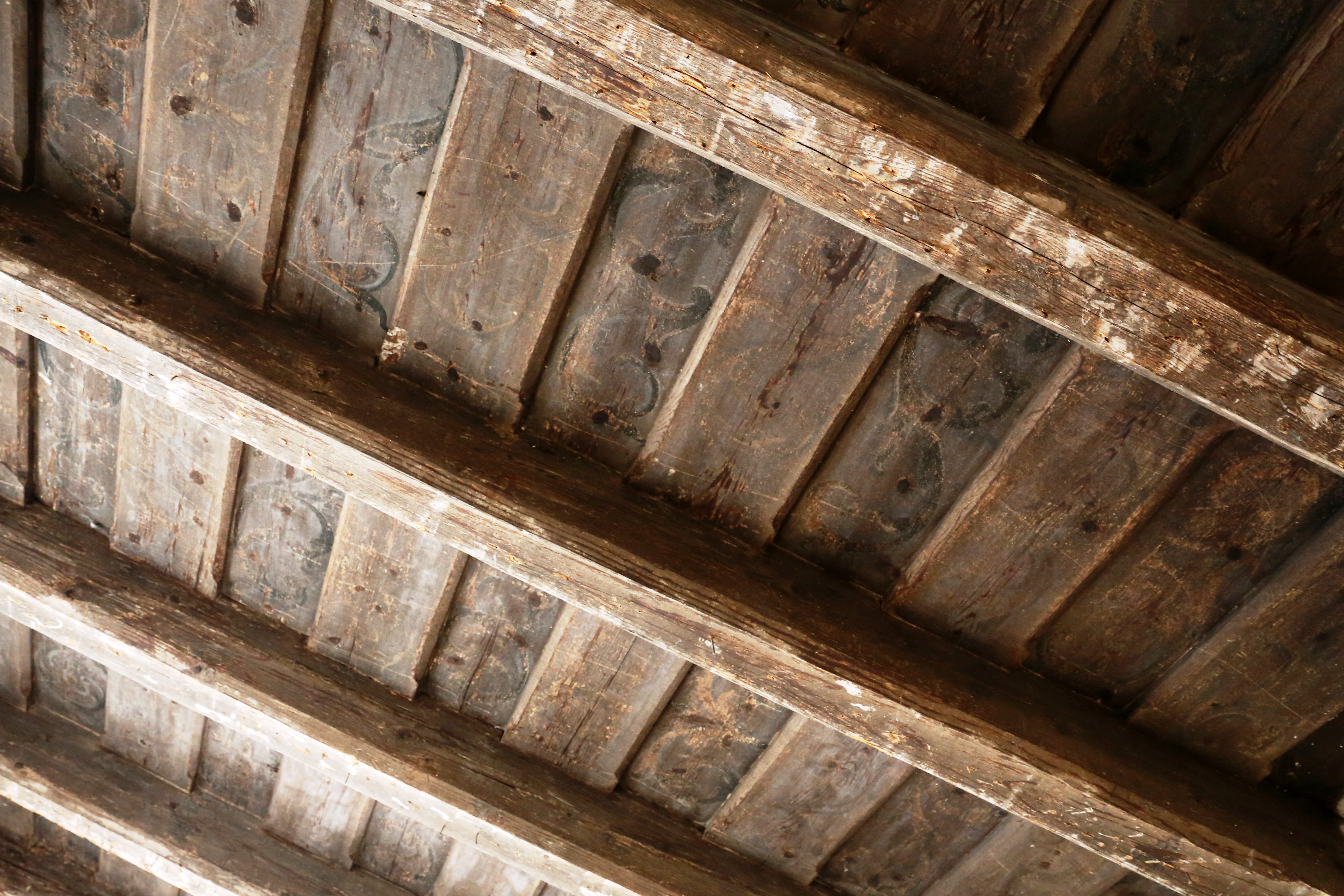
Malovaný strop v pokoji pro hosty fary v Sebranicích

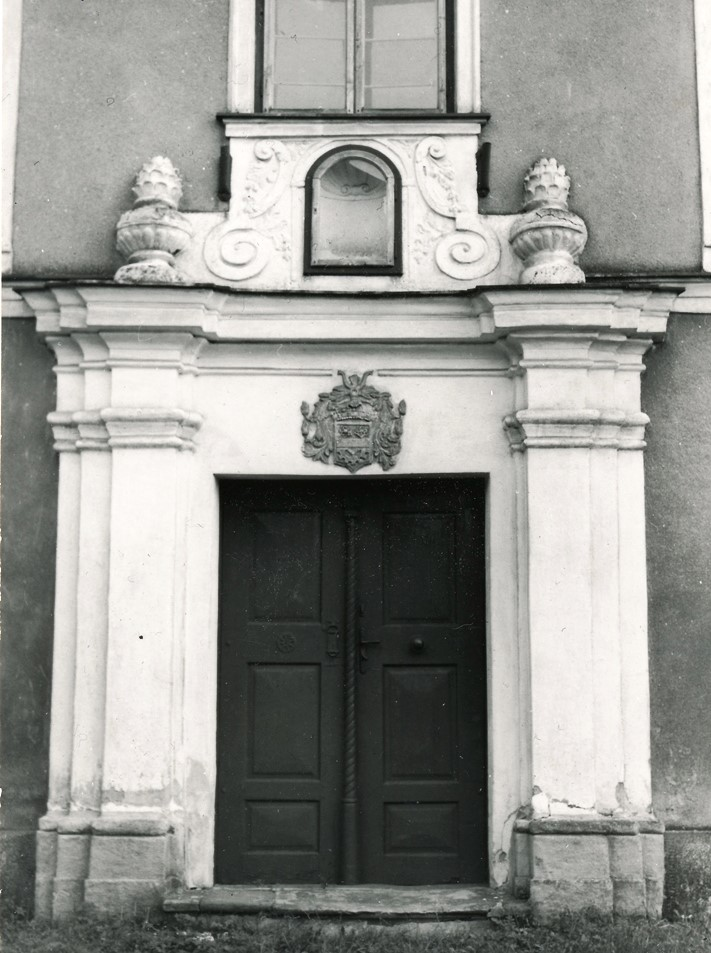
Vstupní portál fary Sebranice

Jde o památku z doby vrcholného baroka, která si zachovala celou řadu původních prvků. Monolitická budova má výraznou fasádu členěnou zdvojenými pilastry zakončenými korintskými hlavicemi. Nad hlavním vstupem rámovaným pilastry je umístěn reliéfní erb rodu Honrichsů z Wolfswarffenu, majitelů kunštátského panství a patronů sebranické fary.                           

## Interiér
V přízemí budovy jsou valené klenby, místnosti ve starším východním křídle mají trámové záklopové stropy, malované vegetabilními motivy. Na stropním záklopu bývalé kaple je barokní malba Jupitera a Marta. První patro je zčásti opatřeno štukovou výzdobou stropů a zbytky klasicistní výmalby. V několika místnostech jsou zachovalá původní kachlová a litinová kamna.

### Literatura

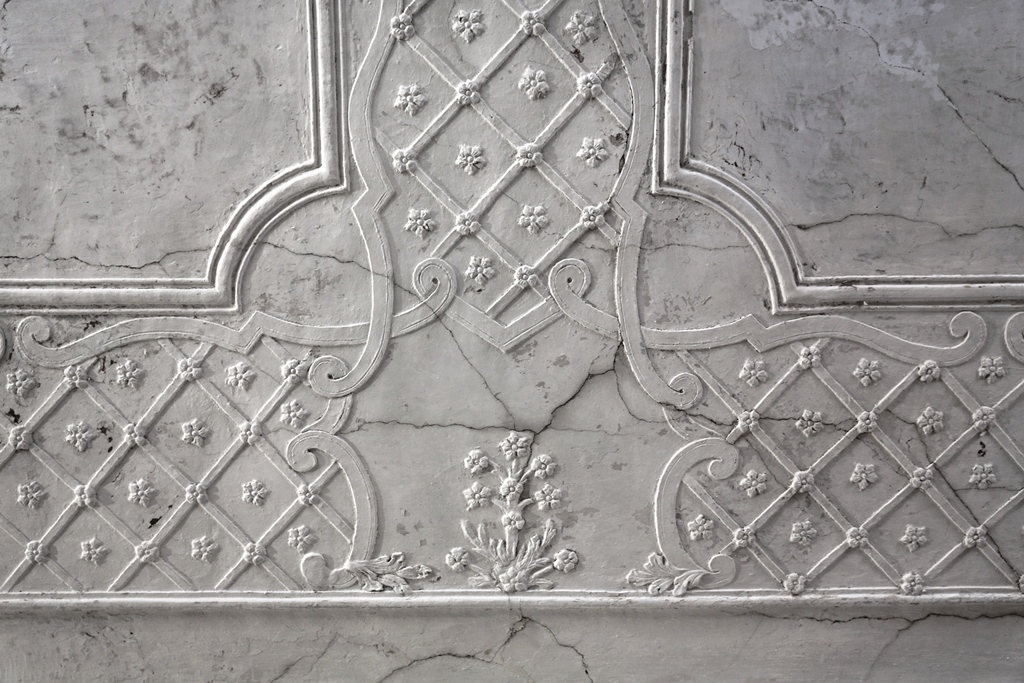
Štukový strop v patře barokní fary v Sebranicích

### Externí odkazy

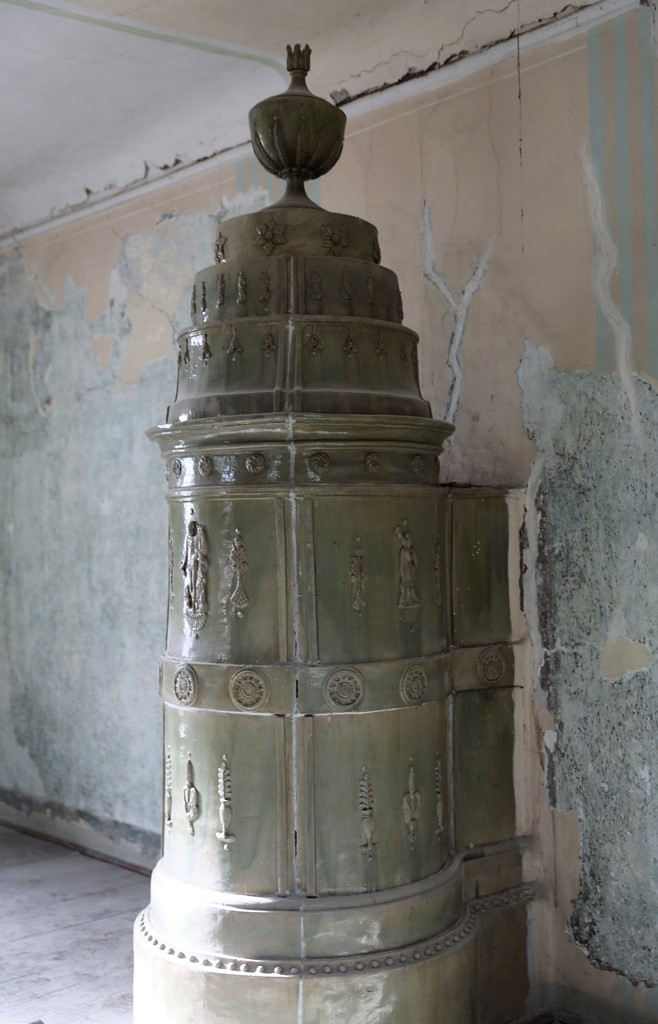
Kachlová kamna v patře, barokní fara Sebranice

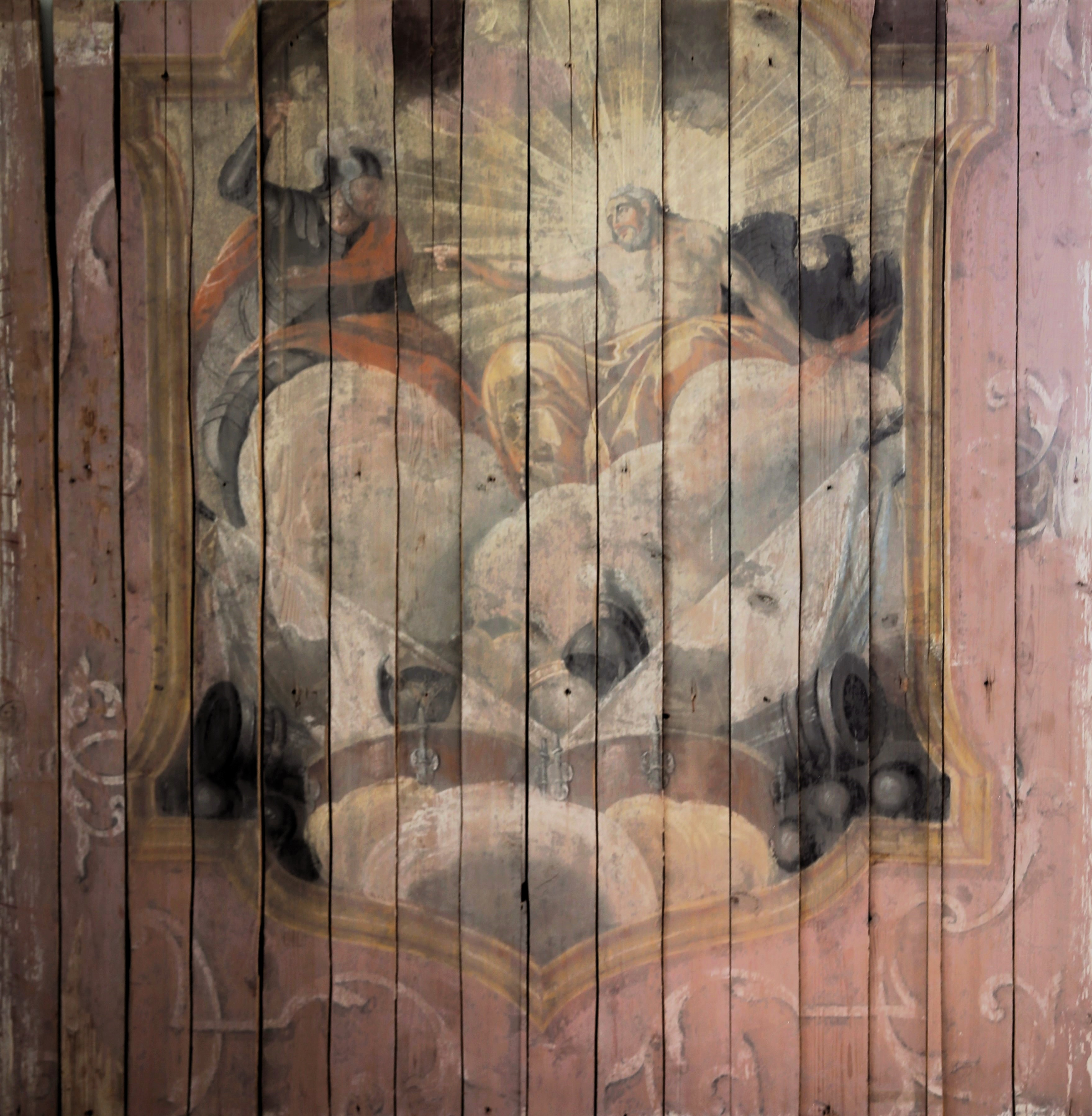
Barokní malovaný strop kaple, fara Sebranice